# Rajdowe Samochodowe Mistrzostwa Polski 1962
Ten artykuł dotyczy sezonu 1962 Rajdowych Samochodowych Mistrzostw Polski.

## Kalendarz[1]
| Runda | Data               | Nazwa rajdu                       | Baza rajdu | Wsp. | Nawierzchnia  | Zwycięzca            | Raport |
| 1     | 2-4 marca          | 1. Podkarpacki Rajd Zimowy        | Iwonicz    | 7    | lód/śnieg     | Andrzej Żymirski     | Wyniki |
| 2     | 18-20 maja         | 2. Rajd Dolnośląski               | Wrocław    | 7    | asfalt        | Sobiesław Zasada     | Wyniki |
| 3     | 26-27 maja         | Rajd Ziemi Lubelskiej             |            | 4    | asfalt        | Sobiesław Zasada     | Wyniki |
| 4     | 30 czerwca-1 lipca | 5. Świętokrzyski Rajd Samochodowy | Radom      | 4    | asfalt        | Sobiesław Zasada     | Wyniki |
| 5     | 2-6 sierpnia       | 22. Rajd Polski                   | Kraków     | 10   | asfalt/szuter | Jerzy Dobrzański     | Wyniki |
| 6     | 15-16 września     | 12. Rajd Wiślański                | Katowice   | 7    | asfalt        | Krzysztof Komornicki | Wyniki |
| 7     | 6-10 października  | 1. Rajd Warszawski                |            | 4    | asfalt        | Adam Wędrychowski    | Wyniki |

## Klasyfikacje Rajdowych Samochodowych Mistrzostw Polski 1965[1]
- Punktacja RSMP:

Podział samochodów rajdowych według międzynarodowych regulaminów FIA:
- Kategoria A - samochody turystyczne seryjne (grupa I) i samochody turystyczne ulepszone (grupa II)
- Kategoria B - samochody GT

Samochody kategorii A podzielone były na klasy według pojemności silnika:
- klasa I - do 400 cm3
- klasa II - do 500 cm3
- klasa III - do 600 cm3
- klasa IV - do 700 cm3
- klasa V - do 850 cm3
- klasa VI - do 1000 cm3
- klasa VII - do 1150 cm3
- klasa VIII - do 1300 cm3
- klasa IX - do 1600 cm3
- klasa X - do 2000 cm3
- klasa XI - do 2500 cm3
- klasa XII - do 3000 cm3
- klasa XIII - do 4000 cm3
- klasa XIV - do 5000 cm3
- klasa XV - powyżej 5000 cm3

Samochody kategorii B podzielone były na klasy:
- klasa I - do 1300 cm3
- klasa II - powyżej 1300 cm3

Inny podział obowiązywał w polskich rajach. Samochody startujące w RSMP były podzielone na dwie kategorie:
- Kategoria I - seryjne samochody określonych marek i typów sprzedawane w kraju przez Motozbyt w dużych ilościach, z minimalną ilością dozwolonych przeróbek.
- Kategoria II - pozostałe samochody z dużą ilością dozwolonych przeróbek.

Kategorie podzielone były na klasy w zależności od pojemności skokowej silnika:
- klasa 1 - kategoria II do 850 cm3
- klasa 2 - kategoria II powyżej 850 cm3
- klasa 3 - kategoria I do 850 cm3
- klasa 4 - kategoria I do 1000 cm3
- klasa 5 - kategoria I do 1150 cm3
- klasa 6 - kategoria I do 1300 cm3
- klasa 7 - kategoria I do 1600 cm3
- klasa 8 - kategoria I powyżej 1600 cm3

Klasa 8
| Poz. | Kierowca      | Samochód            | Suma pkt |
| ---- | ------------- | ------------------- | -------- |
| 1    | Jerzy Kuczera | Škoda Octavia Super |          |

Klasa 7
| Poz. | Kierowca            | Samochód      | Suma pkt |
| ---- | ------------------- | ------------- | -------- |
| 1    | Aleksander Sobański | Škoda Octavia |          |
| 2    | Jan Soczek          | Škoda Octavia |          |

Klasa 4-5
| Poz. | Kierowca            | Samochód | Suma pkt |
| ---- | ------------------- | -------- | -------- |
| 1    | Stanisław Stolarski | Wartburg |          |

Klasa 3
| Poz. | Kierowca                            | Samochód         | Suma pkt |
| ---- | ----------------------------------- | ---------------- | -------- |
| 1    | Adam Wędrychowski Andrzej Zieliński | Renault Dauphine |          |
| 2    | Marek Varisella                     | Syrena           |          |

Klasa 2
| Poz. | Kierowca      | Samochód                                | Suma pkt |
| ---- | ------------- | --------------------------------------- | -------- |
| 1    | Ksawery Frank | Chevrolet Morris Mini Cooper Volvo 1800 |          |
| 2    | Marian Repeta | Warszawa M 21                           |          |

Klasa 1
| Poz. | Kierowca             | Samochód           | Suma pkt |
| ---- | -------------------- | ------------------ | -------- |
| 1    | Jerzy Dobrzański     | BMW 700            |          |
| 2    | Krzysztof Komornicki | BMW 700 DKW Junior |          |